# Каспар Таймсоо
Каспар Таймсоо (ест. Kaspar Taimsoo, нар. 30 квітня 1987, Вільянді, Естонія) — естонський веслувальник, бронзовий призер Олімпійських ігор 2016 року, тририразовий чемпіон Європи.

## Виступи на Олімпіадах
| Олімпіада           | Дисципліна     | Місце |
| ------------------- | -------------- | ----- |
| Пекін 2008          | парна четвірка | 9     |
| Лондон 2012         | парна четвірка | 4     |
| Ріо-де-Жанейро 2016 | парна четвірка | 3     |

## Зовнішні посилання
- Каспар Таймсоо — олімпійська статистика на сайті Sports-Reference.com (англ.) (архівна версія)
- Профіль [Архівовано 10 січня 2021 у Wayback Machine.] на сайті FISA.

1. ↑  Kaspar Taimsoo
2. ↑  Eesti spordi biograafiline leksikon